# Cerotainiops mcclayi
Cerotainiops mcclayi är en tvåvingeart som beskrevs av Martin 1959. Cerotainiops mcclayi ingår i släktet Cerotainiops och familjen rovflugor.
Artens utbredningsområde är Kalifornien. Inga underarter finns listade i Catalogue of Life.